# University of Alabama Press
University of Alabama Press, également connu sous le nom de UA Press, est une maison d'édition américaine associée à l'université de l'Alabama et spécialisée dans la presse universitaire. Fondée en 1945 à Tuscaloosa en Alabama, elle est membre de l'AAUP (Association américaine des presses universitaires)

## Historique
Les presses de l'université de l'Alabama sont une maison d'édition sans but lucratif de l'université. Fondées en 1945 par J. B. McMillan, elles sont entièrement dédiées à l'édition d'ouvrages savants et scientifiques par les professeurs de l'université.

## Éditions
Chaque année, University of Alabama Press publie 80 à 85 nouveaux livres, édite deux revues, et maintient un catalogue d'approximativement 1 800 livres disponibles.

### Bulletins et revues
Revues universitaires publiées par University of Alabama Press :
- Theatre History Studies
- Theatre Symposium